# ウージェニー・スメット
ウージェニー・スメット（Eugénie Smet、1825年3月25日-1871年2月7日）は、フランスのカトリック教会の修道女、援助修道会創立者、福者。

## 生涯
ウージェニー・スメットは北フランスの都市、リールの裕福な家庭の3女として生まれ、ウージェニーは信仰心のある家庭で育ち、感受性が強く「煉獄」について理解を示した。また「摂理」への信頼も深めた。
1836年秋、リールの聖心学校に入学、寄宿生として7年過ごし、1848年、リールからロース村に移住した家族の元に帰り貧困層住人への援助をした。
1855年8月、アルスの主任司祭で有名になっていたジャン・マリー・ヴィアンネと面会し修道会設立を相談、ヴィアンネから「煉獄の霊魂の為の修道会は実現する」という返事を得て、1856年1月19日、パリでラルジャンティエ神父と女性らの共同体に出会い、パリ大司教の許可を得て2か月後、「煉獄援助修道会」を創立した。スメットは修道名「み摂理のマリー」と名乗り、会員の育成をしながら修道服を着けず貧困層の人への訪問、援助、教育等に従事し、同年6月29日、ナントに支部が設立された。
スメットが設立した援助修道会は発展し世界に広がり、1870年、普仏戦争で負傷した兵士のための病院を設け看護にあたり、1871年2月7日、スメットは帰天（死去）。パリの本部修道院地下に埋葬され、1957年5月26日、ローマ教皇ピウス12世により列福された。